# سام هارون بيكر
سام هارون بيكر (بالإنجليزية: Sam Aaron Baker)‏ هو سياسي أمريكي، ولد في 7 نوفمبر 1874 في الولايات المتحدة، وتوفي في 16 سبتمبر 1933 في جفرسون سيتي في الولايات المتحدة. حزبياً، نشط في الحزب الجمهوري. وقد انتخب حاكم ميسوري ‏ (12 يناير 1925 – 14 يناير 1929).